# Niccolò Vitelli
Niccolò Vitelli (* 1411 oder 1414 in Città di Castello; † 6. Januar 1486 ebendort) war ein italienischer Condottiere.

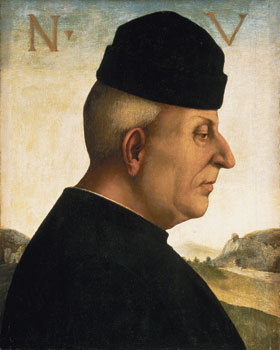
Luca Signorelli, Porträt Niccolò Vitelli

## Leben
Niccolò wurde als Sohn von Giovanni und Maddalena di Ugolino (von den Marchese di Petriolo) geboren. Sein Geburtsjahr ist umstritten. Traditionell wird es mit 1414 angeben. Laut einer handschriftlich 1492 verfassten Biographie, die nur einer einzigen Kopie erhalten ist, wurde er bereits 1411 geboren.
Die Familie Vitelli gelangte durch den Handel zu Reichtum und erlangte Ende des 14. Jahrhunderts eine bedeutende Stellung in der Stadt. Sein Onkel Vitellozzo schickte seinen Enkel zum Studium bei dem Humanisten Carlo Marsuppini nach Arezzo. Die Familie war in den Kampf zwischen den Fraktionen der Stadt verwickelt und wurde mehrmals aus der Stadt verbannt.
1442 brach ein Tumult zwischen den Florentinern und Anhängern des Kirchenstaates aus, wobei sich die Fraktion der Vitelli-Partei durchsetzte. Niccolò kehrte aus Rom in die Stadt zurück. Um die Versöhnung zwischen beiden Parteien zu besiegeln, heiratete Niccolò Pantasilea Abocatelli, deren Familie der gegnerischen Fraktion angehörte. Nach neuerlichen Unruhen wurde Vitelli wieder zur Verbannung verurteilt. Im November 1447 wurde die Familie Vitelli wieder in der Stadt aufgenommen und Niccolò konnte seine Studien abschließen. Bis 1461 verwaltete Niccolò als Gouverneur oder Podestà die wichtigsten italienischen Städte: Todi (1446), Florenz (1450), Perugia (erstes Halbjahr 1452), Siena (zweites Halbjahr 1452), Spoleto und Genua (zwischen 1453 und 1460), Lucca (1461), Rieti und Ascoli. Die umfangreiche politische Erfahrung ermöglichte es ihm, nach seiner Rückkehr eine führende Rolle im turbulenten Leben seiner Stadt zu spielen. Die wachsende Macht der Vitelli führte zu einer Rivalität und Feindschaft zwischen den Familien und zu sich wiederholenden Verschwörungen. Es wurde auch immer wieder gegen ihn intrigiert und versucht, Papst Paul II. gegen die Familie aufzustacheln.
Im April 1468 verbreitete sich das Gerücht, dass ein päpstliches Heer auf die Stadt zusteuere. In der Zwischenzeit bereiteten die Fuccis ein Attentat auf die Vitelli vor, dem dieser jedoch zuvorkam. Die Anhänger Vitellis richteten am 10. April 1468 ein Blutbad an den Fuccis und Giustinis an, bei dem 17 Mitglieder beider Familien ums Leben kamen. Nur Lorenzo da Castello (Lorenzo Giustini) gelang die Flucht. Der Papst belegte Niccolò mit der Exkommunikation und Verbannung, hob diese aber im April 1470 wieder auf. Ab diesem Moment hatte Vitelli mit stillschweigender Zustimmung des Papstes freie Hand in Città di Castello und übte einige Jahre lang de facto die Herrschaft über die Stadt aus.
Im Jahr 1474 beschloss der neue Papst Sixtus IV. Niccolò mit Gewalt aus der Stadt zu entfernen. Er ließ die Stadt vom neuen Kardinallegaten Giuliano della Rovere belagern, doch die Kapitulation erfolgte erst unter der Führung von Federico da Montefeltro. Er wurde mit seinen Söhnen nach Castiglion Fiorentino verbannt, wo er das Bürgerrecht annahm und sich in den Dienst der Florentiner stellte, aber immer mit dem Gedanken spielte, nach Città di Castello zurückzukehre. Ein erster Versuch im Oktober 1475 scheiterte. Er wurde in Abwesenheit verurteilt und seine Anhänger hingerichtet. Nach der Pazzi-Verschwörung schickten ihn die Florentiner, die sich nun im offenen Krieg mit dem Papst befanden, gegen Città di Castello. Vitelli belagerte die Stadt und musste erfolglos in das Gebiet von Perugia und Cortona abziehen. Im Juni 1479 nahm er an der Schlacht am Trasimenischen See teil und trug zum Sieg der Florentiner bei. Eine der Bedingungen des Friedensvertrages zwischen Florenz und dem Papst war, dass die Vitelli nicht in Città di Castello bleiben sollten. Niccolò lebte in dieser Zeit mit seinen treuesten Gefolgsleuten im Exil, im Dienste der Florentiner und verschiedener Herren. Im Juli 1480 war er mit Galeotto Manfredi in Faenza, von wo aus er gegen Forlì zog, um die Söhne von Pino Ordelaffi zu unterstützen.
Der Ausbruch des Ferrara-Krieges im Jahr 1482 bot eine günstige Gelegenheit zur Rückkehr in die Heimat. Die Florentiner, die mit dem Herzog von Ferrara verbündet waren, schickten Vitelli mit 5000 Mann und 1500 Reitern nach Città di Castello. Am 19. Juni 1482 kam es zu heftigen Kämpfen, an deren Ende Vitteli zusammen mit Costanzo Sforza in die Stadt einmarschierte. In den folgenden Monaten schloss Niccolò die Rückeroberung ab und verbannte seine Konkurrenten.
Nachdem der Streit zwischen Lorenzo und dem Papst beigelegt worden war, verlangte dieser, dass Città di Castello wieder der Kirche unterstellt und Vitelli abgesetzt werden sollte. Vitelli weigerte sich jedoch, sich zurückzuziehen, woraufhin der Pontifex ihn exkommunizierte (3. Mai 1483) und Truppen und Führung von Giordano Orsini und Giustini gegen ihn aussandte. In den folgenden Monaten kam es im Gebiet von Typhera zwischen den Truppen von Vitelli, unter dem Kommando von Niccolò und seinen Söhnen, und des Pontifex immer wieder zu Kämpfen. Bei einem Überfall wurde Camillo, der Sohn von Niccolò, gefangen genommen und nach Rom in die Engelsburg gebracht. Daraufhin arrangierte sich Niccolò mit dem Papst, überließ die Stadt dem Papst und stellte sich in seinen Dienst. Mitte August wurde in der Kirche von San Florido der Frieden verkündet: Eine seiner Töchter heiratete einen Rivalen, Pier Gentile Fucci, eine andere Giovanni Pietro Bufalini. Niccolò wurde zum Gouverneur der Campagna und der Marittima und Anfang 1485 zum Gouverneur von Sabina ernannt.
Kurz vor Vitellis Tod gestattete der neue Papst Innozent VIII. eine Rückkehr in die Stadt, wo er am 6. Januar 1486 starb. Am 16. Januar wurde er in San Domenico in Anwesenheit der Stadtverwaltung und einer großen Menschenmenge feierlich beigesetzt. Der Leichnam wurde später in die Familienkapelle in der Kirche San Francesco in Città di Castello überführt.
Auch seine Söhne waren Söldnerführer, von denen 4 eines gewaltsamen Todes starben: Giovanni (gest. 1487), Camillo (ca. 1459–1496), Paolo (1461–1499), Vitellozzo (um 1458–1502). Giulio (1458–1530) war ab 1499 Bischof von Città di Castello.